# Washington Gardner

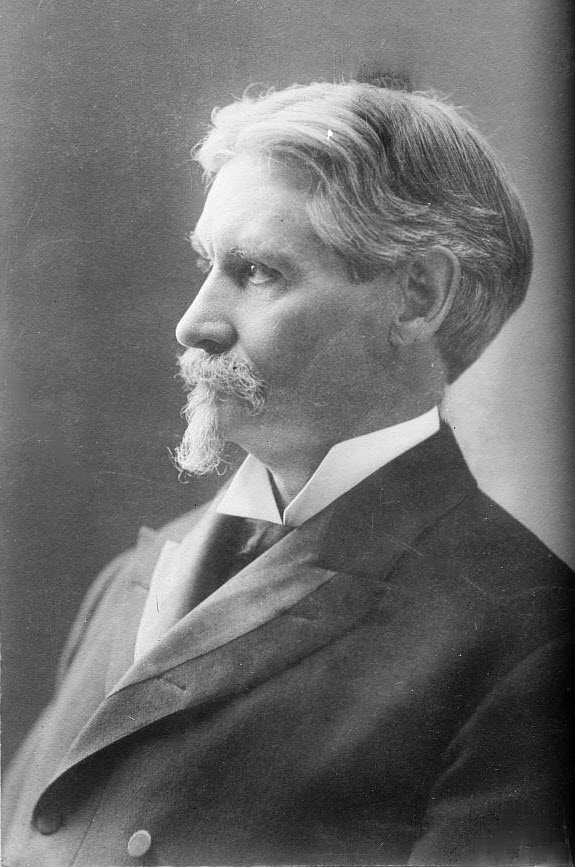
Washington Gardner, etwa zwischen 1909 und 1916

Washington Gardner (* 16. Februar 1845 im Morrow County, Ohio; † 31. März 1928 in Albion, Michigan) war ein US-amerikanischer Politiker. Zwischen 1899 und 1911 vertrat er den Bundesstaat Michigan im US-Repräsentantenhaus.

## Werdegang
Trotz seiner Jugend nahm Washington Gardner ab Oktober 1861 als Soldat der Unionsarmee am Bürgerkrieg teil. Bis zu seinem Ausscheiden aus dem Militärdienst im Dezember 1865 erreichte er den Rang eines Feldwebels. Zwischenzeitlich wurde er während der Kämpfe in Georgia schwer verwundet. Nach Kriegsende besuchte er die Schule in Berea und das Hillsdale College in Hillsdale (Michigan) sowie bis 1870 die Ohio Wesleyan University in Delaware. Danach studierte er bis 1871 an der Boston University Theologie. Nach einem anschließenden Jurastudium an der Albany Law School und seiner Zulassung als Rechtsanwalt begann er in Grand Rapids in seinem neuen Beruf zu arbeiten. Außerdem war er zwölf Jahre lang als Geistlicher der Methodist Episcopal Church tätig. Im Jahr 1888 wurde Gardner in Michigan regionaler Leiter der Veteranenvereinigung Grand Army of the Republic. Zwischen 1889 und 1894 lehrte er als Dozent am Albion College.
Politisch war Gardner Mitglied der Republikanischen Partei. Von 1894 bis 1899 war er als Secretary of State der geschäftsführende Beamte der Regierung von Michigan. Bei den Kongresswahlen des Jahres 1898 wurde er im dritten Wahlbezirk seines Staates in das US-Repräsentantenhaus in Washington, D.C. gewählt, wo er am 4. März 1899 die Nachfolge des Demokraten Albert M. Todd antrat. Nach fünf Wiederwahlen konnte er bis zum 3. März 1911 sechs Legislaturperioden im Kongress absolvieren. Dort war er seit 1909 Vorsitzender des Ausschusses zur Kontrolle der Ausgaben des Handels- und Arbeitsministeriums. Bei den Wahlen des Jahres 1910 wurde Gardner nicht bestätigt.
In den Jahren 1913 und 1914 wurde er Bundesvorsitzender der Grand Army of the Republic; zwischen 1921 und 1925 arbeitete er als Rentenbeauftragter. Washington Gardner starb am 31. März 1928 in Albion, wo er auch beigesetzt wurde.